# روزويل دوايت هيتشكوك
روزويل دوايت هيتشكوك (بالإنجليزية: Roswell Dwight Hitchcock)‏ هو مؤرخ أمريكي، ولد في 15 أغسطس 1817 في إيست ماتشياس في الولايات المتحدة، وتوفي في 16 يونيو 1887.